# Партнери по злочину
«Партнери по злочину» (англ. Partners in Crime) — збірка детективних  оповідань англійської письменниці  Агати Крісті про розслідування Томмі і Таппенс Бересфордів.

## Опис
У збірку входить 17 оповідань, деякі з них зв'язані один з одним загальним сюжетом і вважаються однією розповіддю. Томмі і Таппенс працюють у детективній конторі, але під іншими іменами: Томмі - містер Блант, Таппенс - його секретарка міс Робінсон.

## Список оповідань
У збірку входять наступні розповіді:
1. Фея у кімнаті (англ. A Fairy in the Flat)
2. Чашка чаю (англ. A Pot of Tea);
3. Справа про рожеву перлину (англ. The Affair of the Pink Pearl)
4. Візит похмурого незнайомця (англ. The Adventure of the Sinister Stranger)
5. Позбутися короля / Джентльмен, одягнений у газету (англ. Finessing the King / The Gentleman Dressed in Newspaper)
6. Справа про зниклу леді (англ. The Case of the Missing Lady)
7. Сліпий і смерть (англ. Blindman's Bluff)
8. Людина у тумані (англ. The Man in the Mist)
9. Шуршатель (англ. The Crackler)
10. Таємниця Саннингдейла (англ. The Sanningdale Mystery)
11. Смерть, що живе у будинку (англ. The House of Lurking Death)
12. Залізне алібі (англ. The Unbreakable Alibi)
13. Дочка священика / Будинок під черепичним дахом (англ. The Clergyman's Douther / The Red House)
14. Черевики посла (англ. The Ambassador's Boots)
15. Людина, що була номером 16 (англ. The Man Who Was No. 16)